# National Medal of Science
La National Medal of Science, aussi appelée Presidential Medal of Science, est une médaille décernée aux États-Unis par le président aux personnes ayant apporté une contribution importante dans le domaine des sciences du comportement et des sciences sociales, biologie, chimie, ingénierie, mathématiques et physique. Le comité de la National Medal of Science sous l'égide de la National Science Foundation (NSF) recommande des candidats au président en fonction. Au 13 février 2006, il y a 425 lauréats de cette médaille.

## Histoire
La National Medal of Science est créé le 25 août 1959 par un décret du congrès des États-Unis (Public Law 86-209). À l'origine, la médaille est décernée aux « physiciens, biologistes, mathématiciens et ingénieurs ». Le comité de la National Medal of Science est créé par Kennedy le 23 août 1961, il est administré par la NSF.
Le 7 janvier 1979, l'American Association for the Advancement of Science propose d'étendre la donation aux sciences sociales et du comportement. En réponse, le sénateur Edward Kennedy introduit le Science and Technology Equal Opportunities Act (« Décret sur l'égalité des chances en sciences et technologie ») au sénat américain le 7 mars 1979, qui étend la médaille aux sciences sociales et du comportement. Le président Jimmy Carter signe ce décret le 12 décembre 1980 (Public Law 96-516).
En 1992, la NSF signe un accord avec la National Science and Technology Medals Foundation (NSTMF) qui chapeaute la National Medal of Technology très similaire à la National Medal of Science. À la suite de cet accord les deux médailles sont proposées par la NSTMF.

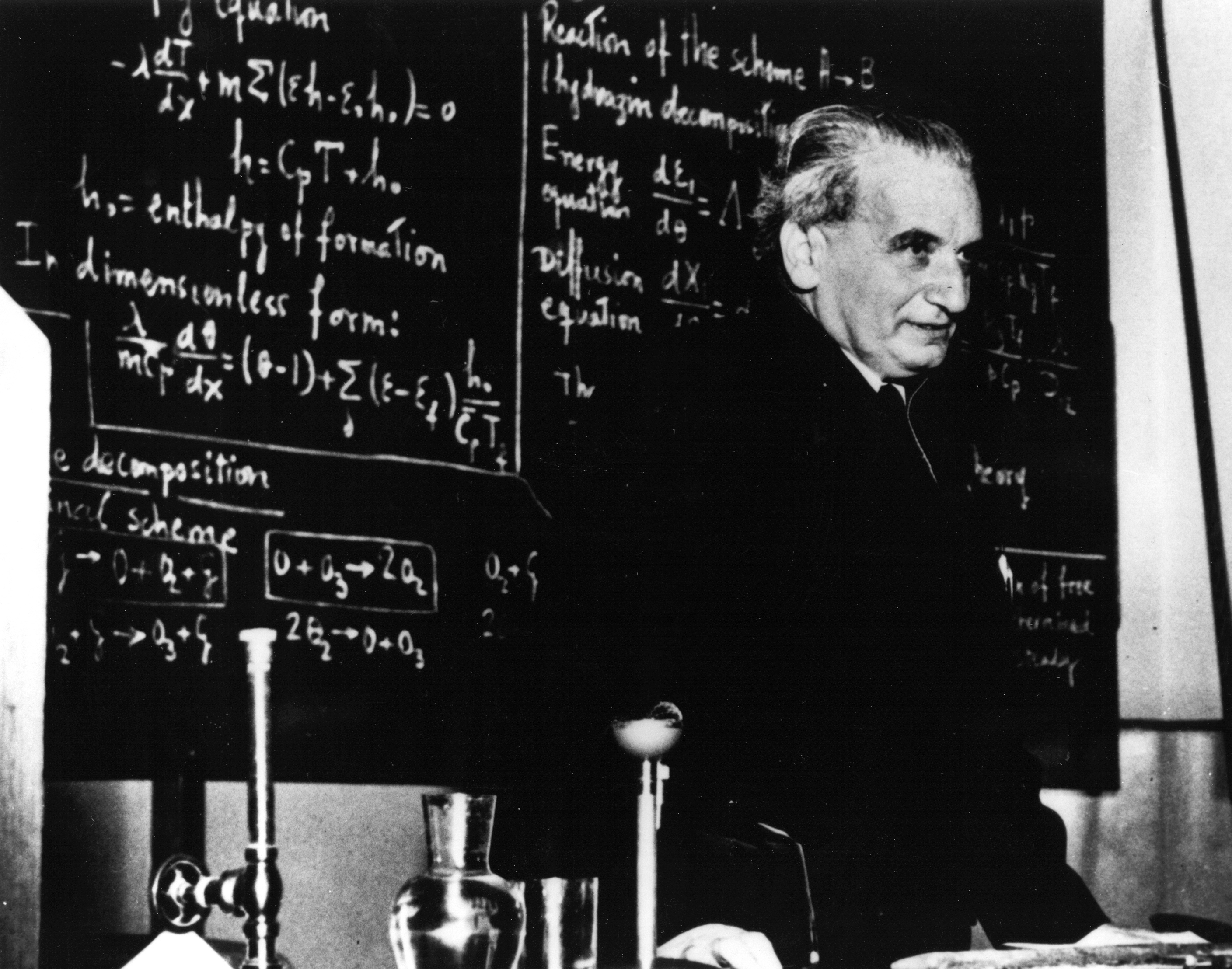
Le premier lauréat de la National Medal of Science, Theodore von Kármán, photographié au Jet Propulsion Laboratory du CalTech.

La première médaille est décernée le 18 février 1963 par John F. Kennedy à Theodore von Kármán pour son travail au Jet Propulsion Laboratory
Bien que la loi 86-209 permet 20 lauréats de la médaille par an, il en est attribué entre 12 et 15 par an. Il y a eu six années sans attributions entre 1962 et 2004, en 1985, 1984, 1980, 1978, 1977, 1972 et 1971. Au 13 février 2004 un total de 425 personnes a reçu la médaille.
La cérémonie de remise est patronnée par la National Science and Technology Medals Foundation à Washington. La fondation a été établi en 1991 pour permettre une meilleure synergie entre sciences et technologies.

## Processus de désignation
Chaque année, la NSF appelle la communauté scientifique pour la nomination de nouveaux candidats. Une nomination demande le support d'au moins trois lettres de soutien de leurs pairs. Ces nominations sont envoyés au comité composés de douze scientifiques nommés par le président des États-Unis.
Les candidats doivent être citoyens des États-Unis ou être des résidents permanents en cours de naturalisation dont le travail à un mérite significatif ou a eu un impact majeur dans leur domaine. Le comité considère aussi la promotion de l'avancement des sciences et l'influence des travaux sur l'enseignement des sciences, bien que ce critère soit moins important que des recherches originales. La nomination est valide pendant trois ans, au bout de ces trois ans un candidat peut être renommé par ses pairs. Le comité donne ses recommandations au président qui prend la décision finale.

## Lauréats
Au 13 février 2006, quand George W. Bush a annoncé les vainqueurs pour l'année 2004, la médaille a été décernée 425 fois. Ci-dessous un extrait de la liste complète disponible sur le site de la NSF.
| Année | Lauréat                                 | Citation |
| ----- | --------------------------------------- | --- |
| 1963  | Theodore von Kármán (1er récipiendaire) | « Pour son leadership dans les sciences et l’ingénierie de base en aéronautique; pour son enseignement efficace et ses contributions connexes dans de nombreux domaines de la mécanique, pour ses conseils distingués auprès des Forces armées et pour sa promotion de la coopération internationale en science et en ingénierie. »                                                               |
| 1964  | Harold Urey                             | « Pour des contributions exceptionnelles à notre compréhension de l'origine et de l'évolution du système solaire et de l'origine de la vie sur Terre et pour son travail de pionnier dans l'utilisation d'isotopes pour déterminer la température des anciens océans. » |
| 1966  | Claude Shannon                          | « Pour des contributions brillantes à la théorie mathématiques des communications et du traitement de l'information et pour son impact sur le développement de ces disciplines. » |
| 1968  | Burrhus Frédéric Skinner                | « Pour des contributions fondamentales et originales pour l'étude du comportement qui ont eu une influence profonde sur la psychologie et les domaines liés. » |
| 1969  | Ernst Mayr                              | « Pour des contributions notables en systématique, biogéographie et l'étude des oiseaux, spécialement pour son grand travail sur l'évolution des populations animales. » |
| 1970  | John Wheeler                            | « Pour sa contribution fondamentale sur le noyau de l'atome, montré en exemple par sa théorie de la fission nucléaire et ses propres travaux à d'autres questions fondamentales sur la gravitation et l'électromagnétisme. » |
| 1973  | Earl Sutherland                         | « Pour sa découverte que l'adrénaline et les hormones de l'hypophyse cause leurs effets en initiant la synthèse de cyclic adenylic acid, maintenant reconnue comme un messager secondaire universel, qui a ouvert un nouveau niveau de compréhension des mécanismes subtils de la vie chimique d'une cellule tout en offrant l'espoir d'une approche entièrement nouvelle de la chimiothérapie. » |
| 1973  | Carl Djerassi                           | « En reconnaissance de ses contributions majeures élucidant la chimie complexes des hormones stéroïdes et de l'utilisation de ces composants à la chimie pharmaceutique et aux contrôle des populations via la contraception orale. » |
| 1974  | Linus Pauling                           | « Pour la puissance et l'énergie de son imagination, qui l'ont conduit à des contributions fondamentales dans divers domaines comme la chimie structurelle et la nature des liaisons chimiques, la biologie moléculaire, l'immunologie et la nature des maladies génétiques. » |
| 1974  | Kurt Gödel                              | « Pour avoir mis en place les fondations de l'étude fleurissante de la logique mathématique moderne. » |
| 1975  | Wernher von Braun                       | « Pour son travail permettant de faire de la fusée à carburant liquide un engin de lancement pratique et pour ses contributions à toute une série d'engins spatiaux culminant avec la famille de fusées Saturn qui a rendu le programme Apollo possible. » |
| 1976  | Joseph Oakland Hirschfelder             | « Pour ses contributions fondamentales en mécanique quantique atomique et moléculaire, la théorie des taux de réaction chimique ainsi que la structure et les propriétés des gaz et liquides. » |
| 1987  | James Van Allen                         | « Pour son rôle central dans l'exploration spatiale lointaine, incluant la découverte de la magnétosphère de la Terre, de Jupiter et de Saturne. » |
| 1991  | George Armitage Miller                  | « Pour sa direction innovante dans l'étude scientifique du langage et de la cognition, et pour son engagement pour une meilleure éducation à l'alphabétisation. » |
| 1993  | Norman Hackerman                        | « Pour ses contributions essentielles dans le domaine de l'électrochimie ; pour sa vision efficace et à long terme de l'enseignement supérieur ; et pour son service dévoué à la nation et à la science » |
| 1998  | John W. Cahn                            | « Pour son travail pionnier en thermodynamique et cinétique des transitions de phase et de la diffusion, sur les phénomènes d'interface, et pour ses contributions à la compréhension des structures périodiques et quasi-périodiques. » |
| 2009  | Marye Anne Fox                          | « Pour ses contributions à la recherche dans les domaines de la photochimie organique et de l'électrochimie et pour avoir amélioré notre compréhension de l'état excité et des processus de transfert de charge avec des applications interdisciplinaires dans la science des matériaux, la conversion de l'énergie solaire et la chimie de l'environnement. »                                    |